# 무단향

무단향의 위치

무단향(한국어: 모란향, 중국어: 牡丹鄉, 병음: Mǔdān Xiāng)은 중화민국 핑둥현의 향이다. 넓이는 181.8366km2이고, 인구는 2015년 8월 기준으로 4,786명이다.

## 지리
무단향은 핑둥현 남동단에 위치하고, 북쪽은 스쯔향, 타이둥현 다런향과 서쪽은 처청향과 남쪽은 만저우향과 각각 접하고, 동쪽은 태평양에 접하고 있다. 헝춘반도의 중양산맥 말단에 위치해 산지가 대부분을 차지하는 지세이며, 향내에는 무단시(牡丹溪), 누렁시(女仍溪), 주서시(竹社溪) 등이 흐르고 있다. 매년 10월부터 이듬해 2월에 걸쳐 강한 산바람이 부는 것이 특징이다. 주민은 파이완족이 다수를 차지하고 그 외에 아메이족이 거주하고 있다.

## 역사
무단 향은 옛날에는 파이완족 모란사(牡丹社), 고사불사(高士佛社)의 거주지였다. 1874년, 이곳에 표착한 류큐 어민이 원주민에 의해 살해된 모란사 사건이 발생해, 타이완 출병으로 연결되었다. 이 사건 이후, 청조는 헝춘 반도 및 타이완 허우산 지구의 통치에 힘을 쏟게 되었다. 1920년의 타이완 지방 제도 개편으로 다카오 주 고슌 군의 관할이 되었다. 전후에 모란사의 명칭과 모란이 특산품인 것에서 무단 향이라고 명명되어 가오슝현 무단 향이 설치되었다. 1950년에 핑둥현에 귀속되었다.